# Rudolf Nissen
Rudolf Nissen (* 9. September 1896 in Neisse, Oberschlesien; † 22. Januar 1981 in Riehen/Kanton Basel-Stadt, Schweiz) war ein deutscher Chirurg und Hochschullehrer in Berlin, Istanbul, New York und Basel. Er führte als Oberarzt in Berlin 1931 erstmals die vollständige Entfernung eines Lungenflügels durch. Ihm und seinem Freund Werner Wachsmuth sind bedeutende Chirurgenbiografien des 20. Jahrhunderts zu verdanken.

## Leben

### Deutschland
Rudolf Nissen war der Sohn des Chirurgen Franz Nissen und seiner Ehefrau Margarethe geb. Borchert. Rudolf Nissen heiratete Ruth Becherer, Tochter von Walter Becherer. Nach dem Abitur am humanistischen Carolinum (Nysa) studierte er ab 1913 an der Schlesischen Friedrich-Wilhelms-Universität in Breslau Medizin; er wechselte aber schon bald an die Ludwig-Maximilians-Universität München. Im ganzen Ersten Weltkrieg diente er in einem Sanitätsbataillon. Als Feldhilfsarzt erlitt er einen Lungensteckschuss, dessen Folgen ihn zeitlebens belasteten. Nach dem Krieg setzte er sein Medizinstudium an der Philipps-Universität Marburg und der Universität Breslau fort. Nach dem kriegsbedingt verzögerten Staatsexamen wurde Nissen 1920 in Breslau zum Dr. med. promoviert. Er wurde dann Hilfsassistent bei dem Internisten Oskar Minkowski an der Klinik für Innere Medizin in Breslau (1920) und bei dem Pathologen Ludwig Aschoff an der Albert-Ludwigs-Universität Freiburg (1921).
Seine chirurgische Facharztausbildung absolvierte Nissen 1921 bis 1927 als Assistenzarzt bei Ferdinand Sauerbruch an der Ludwig-Maximilians-Universität München. Danach habilitierte er sich für Chirurgie. Als Oberarzt und einer der Lieblingsschüler Sauerbruchs begleitete er diesen 1927 nach Argentinien zur Demonstration neuer Methoden der Thoraxchirurgie. Als Sauerbruch 1927 dem Ruf der Charité folgte, ging Nissen als Oberarzt mit nach Berlin. 1930 zum nichtbeamteten a.o. Professor ernannt, war er Sauerbruchs Stellvertreter an der Chirurgischen Klinik der Charité. Als erster Chirurg der Welt führte er 1931 als Oberarzt in Berlin eine (dreizeitige) Pneumonektomie (Entfernung eines ganzen Lungenflügels) bei einem nach einer Überfahrung des Brustkorbes mit Mediastinalemphysem und Spannungspneumothorax durch Einriss eines Hauptbronchus sowie Empyem der linken Pleura an Bronchiektasien erkrankten 12-jährigen Mädchen mit Erfolg durch. Die Fundoplikatio ist noch heute eine (inzwischen endoskopisch mögliche) Standardoperation im Übergang der Speiseröhre zum Magen.

### Türkei
Nach dem Machtantritt der Nationalsozialisten im Jahr 1933 wollte er das Gesetz zur Wiederherstellung des Berufsbeamtentums nicht gegen Mitarbeiter anwenden. Dem eigentlich für die Übernahme eines Ordinariates in Deutschland anstehenden Chirurgen war klar, dass er früher oder später wegen seiner jüdischen Abstammung selbst betroffen sein würde, auch wenn er durch das Frontkämpferprivileg vorerst ausgenommen war. Bereits in den ersten Monaten der Zeit des Nationalsozialismus zog er in die Türkei, deren Medizinische Fakultät in Istanbul ihn auf Empfehlung seines Chefs Sauerbruch 1933 eingeladen hat. Mit Unterstützung der „Notgemeinschaft“ von Philipp Schwartz und nach Beratung mit Sauerbruch kam er 1933 auf den Chirurgischen Lehrstuhl der Universität Istanbul. In der Chirurgischen Klinik, wo er in französischer Sprache auch lehrte, führte Nissen gemeinsam mit Alfred Kantorowicz kieferchirurgische Eingriffe durch. Er wurde zudem Direktor der Ersten chirurgischen Abteilung des Cerrahpaşa-Krankenhauses.

„Er hatte seine glücklichste Zeit in der Türkei erlebt, wie er sagte. … Er hat mein Manuskript durchgesehen und anschließend gesagt: »Unter einer Bedingung können Sie es mir widmen. Sie müssen unten auf der Widmung die Symbole der Berliner Chirurgen anbringen«.“

### USA
Obwohl ihm die türkische Regierung bei der Vertragsverlängerung entgegengekommen war, ging Nissen 1939 nach Beginn des Zweiten Weltkrieges mit Genehmigung des türkischen Kultusministeriums wegen gesundheitlicher Probleme in die Vereinigten Staaten. Ein chronisches Lungenleiden hatte sich im Exil verschlimmert und er blieb deshalb länger als ursprünglich geplant in den USA. Der von ihm noch zu seiner Zeit im Cerrahpaşa geplante Bau einer chirurgischen Klinik in Istanbul wurde seinen Vorstellungen gemäß 1943 abgeschlossen. In New York musste er alle Studien- und Ausbildungsprüfungen wiederholen. Von 1939 bis 1941 war er Research Fellow of Surgery am Massachusetts General Hospital in Boston und von 1941 bis 1952 Chief of Division der Chirurgie am Jewish Hospital of Brooklyn sowie Director of Surgery am Maimonides Medical Center in New York City. Ab 1944 war er außerdem Assistant Professor of Surgery am Long Island College Hospital in Brooklyn in New York (laut Doyum ab 1948 als Professor am Long Island College of Medicin, heute: SUNY Downstate College of Medicine). In Brooklyn operierte er 1948 u. a. Albert Einstein und fand dabei ein riesiges Aortenaneurysma im Bauchraum.

### Schweiz
1952 folgte er dem 1951 ergangenen Ruf der Universität Basel als Ordinarius auf den Lehrstuhl für Chirurgie und erhielt die damit verbundene Stelle als Direktor der chirurgischen Abteilung der Universitätsklinik. Seine Antrittsvorlesung am 18. Dezember 1952 stand unter dem Thema Zeitloses und Zeitgebundenes in der Chirurgie. Die Rufe der Universität Hamburg (1948) und der Universität Wien (1954) lehnte er ab. Nach der Emeritierung 1967 führte er bis 1970 eine Arztpraxis in Basel. Mit Werner Wachsmuth war er zeitlebens eng befreundet (Wachsmuths Nachfolger, der von Nissen stark beeinflusste Chirurg Ernst Kern, der ihn bereits 1964 in Basel näher kennengelernt hatte, war in Lörrach von 1967 bis 1969 Nissens Nachbar).

## Ehrungen
- Präsident des International College of Surgeons, Chicago (1956)[4]
- Wahl in die Deutsche Akademie der Naturforscher Leopoldina (1963)
- Vorsitzender der Vereinigung der Bayerischen Chirurgen[4]
- Vorsitzender der Société Suisse de Chirurgie – Schweizerische Gesellschaft für Chirurgie SGC
- Korrespondierendes Mitglied der Sächsischen Akademie der Wissenschaften (1963)
- Präsident der Deutschen Gesellschaft für Chirurgie (1963)
- Paracelsus-Medaille (1967)
- Präsident des Gründungsvereins der Medizinischen Fakultät der Technischen Universität München (Klinikum rechts der Isar) (1967)
- Bayerischer Verdienstorden (1968)[4]
- Ernst-von-Bergmann-Gedenkmünze in Gold der Deutschen Gesellschaft für Chirurgie[4]
- Der Neubau des Charité Notfallzentrums Mitte von 2016 wurde nach Nissen benannt, das Rudolf-Nissen-Haus[15]
- Ehrendoktorate:
  - Humboldt-Universität zu Berlin (1966)
  - Hacettepe-Universität in Ankara (30. Dezember 1973)
  - Universität München[4]

## Rudolf-Nissen-Preis/Rudolf-Nissen-Medaille
Mit der Rudolf-Nissen-Medaille (bis 2009 Rudolf-Nissen-Preis) zeichnet die Deutsche Gesellschaft für Allgemein- und Viszeralchirurgie alle zwei Jahre hervorragende Vertreter der Viszeralchirurgie aus. Seit 2011 wird der Rudolf-Nissen-Preis an chirurgische Nachwuchsforscher vergeben. Dieser Nachwuchspreis ist mit 5.000 € dotiert.
Preisträger
- 2001: Sir Alfred Cuschieri, Dundee
- 2003: Hiroshi Akiyama, Tokio
- 2005: Henri Bismuth, Villejuif
- 2007: Christian Herfarth, Heidelberg
- 2009: Wolfgang Teichmann, Hamburg
- 2011: Andrew Louis Warshaw, Boston
- 2013: Heinz Becker, Göttingen
- 2015: Rüdiger Siewert, Freiburg
- 2019: Hans-Peter Bruch, Lübeck
- 2023: Aviram Nissan, Tel HaShomer

## Veröffentlichungen (Auswahl)
- mit Paul Meyer-Ruegg: Die Knochen- und Gelenktuberkulose. Kurze Darstellung der Pathogenese, der allgemeinen Diagnostik und der Behandlung. Leipzig 1930.[18]
- Über die neuere Entwicklung der chirurgischen Behandlung der Lungentuberkulose. Berlin 1932.
- mit Ferdinand Sauerbruch: Allgemeine Operationslehre. Leipzig 1933.
- Zur Resektion des tiefsitzenden Duodenalulkus. In: Zentralblatt für Chirurgie. Band 60, 1933, S. 483 ff.
- Cerrahî Endikasyonlar (Chirurgische Indikationen, deutsch 1937), übersetzt von Kemal Baran, Istanbul 1938.
- mit Fahri Arel: Genel Şirüji Dersleri. Istanbul 1938.
- Die transpleurale Resektion der Kardia. In: Deutsche Zeitschrift für Chirurgie. Band 249, 1938, S. 311 ff.
- Operationen am Ösophagus. Thieme, Stuttgart 1954.
- Erlebtes aus der Thoraxchirurgie. Thieme, Stuttgart 1955.
- als Hrsg. mit Hans Hellner und Karl Vossschulte: Lehrbuch der Chirurgie. Thieme, Stuttgart 1957; Neuauflage 1967; 6. Auflage 1970.
- Operative Unfälle in der Bauchchirurgie und ihre Korrektur. In: Archiv für klinische Chirurgie. Band 295, 1960, S. 384 ff.
- Der chirurgische Eingriff am Pankreas. In: Der Internist. Band 2, 1961, S. 343 ff.
- Helle Blätter, dunkle Blätter. Erinnerungen eines Chirurgen. Deutsche Verlags-Anstalt, Stuttgart 1969; Wiederauflage ebenda 1984, ISBN 3-421-01499-X; Herder-Buchgemeinde, Freiburg [1969]; Reprint: Ecomed, Landsberg 2001, ISBN 3-609-16029-2. Alle Ausgaben enthalten ein genaues Personenregister, was insbesondere in Bezug auf die türkischen Jahre 1933–1939 und die dortige deutsche Exilantengruppe aufschlussreich ist. Das Buch ist Nissens Vater und Sauerbruch gewidmet.
  - Kurze Erstfassung des Kapitels über Sauerbruch (S. 143 ff. in Blätter) in: Hans Schwerte, Wilhelm Spengler (Hrsg.): Forscher und Wissenschaftler im heutigen Europa. 2. Erforscher des Lebens. Mediziner, Biologen, Anthropologen. Stalling, Oldenburg 1955 (= Gestalter unserer Zeit- Band 4). Wieder in ders.: Fünfzig Jahre erlebter Chirurgie. Ausgewählte Vorträge und Schriften. Schattauer, Stuttgart / New York 1978, ISBN 3-7945-0615-4, S. 344–348.
    - Zur deutlichen Kritik Nissens an der fälschlich so genannten Sauerbruch-Autobiographie Das war mein Leben bei Kindler siehe die Artikel Sauerbruch und Hans Rudolf Berndorff.

  - Rezension (Blätter...): Archiv für orthopädische und Unfallchirurgie. Band 68, 1970, S. 378–380, von A. N. Witt.
  - Rezension: David Vanderpool, Bright leaves, dark leaves. Journal of the American College of Surgeons 196 (2003), S. 313–318. Online
- als Hrsg. mit Fritz Hartmann, Johannes Linzbach und Hans Schäfer: Das Fischer-Lexikon. Bd. 16–18: Medizin 1–3.; als Autor: Artikel Chirurgie in Teilband 3 (= Band 18). Fischer Bücherei TB, Frankfurt am Main 1959 u.ö., zuletzt 1970, S. 10–47 (auch historischer Abriss).
- als Hrsg. mit Georg Brandt und Hubert Kunz: Intra- und postoperative Zwischenfälle. Ihre Verhütung und Behandlung. 4 Bände. Georg Thieme, Stuttgart 1964 ff. (zuletzt Neuaufl. Band 2: Abdomen. 1985)
- als Hrsg. mit Karl Kremer, Fritz Kümmerle, Hubert Kunz und Hans-Wilhelm Schreiber: Intra- und postoperative Zwischenfälle. Ihre Verhütung und Behandlung. Band 3: Extremitäten, Urologie und plastische Chirurgie. 2., neubearbeitete und erweiterte Auflage. Georg Thieme Verlag, Stuttgart / New York 1983, ISBN 3-13-311802-1.